# Пер Ліндгольм
Пер Ліндгольм (швед. Pär Lindholm, нар. 5 жовтня 1991, Кусмарк) — шведський хокеїст, центральний нападник клубу НХЛ «Бостон Брюїнс». Гравець збірної команди Швеції.

## Ігрова кар'єра
Хокейну кар'єру розпочав на батьківщині 2008 року виступами за команду «Шеллефтео». У сезоні 2009/10 дебютує в основному складі. Не закріпившись в основі, чотири роки виступає за нижчолігові команди: «Сундсвалль», «Пітео» та «Карлскруну».
У сезоні 2014/15 повертається до «Шеллефтео» та цього разу пробивається до основного складу. Сезон 2017/18 став останнім у команді, а за його підсумками Ліндгольм увійшов до четвірки найкращих бомбардирів ліги.
17 травня 2018 на правах вільного агента укладає однорічний контракт з клубом НХЛ «Торонто Мейпл-Ліфс».
На літніх тренувальних зборах швед потрапляє до заявки на сезон 2018–19. І дебютує в першому матчі проти «Монреаль Канадієнс», який його команда завершує перемогою в овертаймі з рахунком 3–2. Граючи в чертій ланці «Мейпл-Ліфс», Ліндгольм 13 жовтня 2018 відкриває лік закинутим шайбам у переможному матчі 4–2 над «Вашингтон Кепіталс». Зрештою він відіграв усі матчі до лютого 2019, після чого клуб вирішив його обміняти на гравця «Вінніпег Джетс» Ніка Петана.
1 липня 2019 швед на правах вільного агента уклав дворічний контракт з «Бостон Брюїнс».

## У складі збірних
У складі національної збірної Швеції брав участь на зимових Олімпійських іграх 2018.

## Статистика

### Клубні виступи
| Сезон        | Клуб                 | Ліга         | Регулярний сезон | Регулярний сезон | Регулярний сезон | Регулярний сезон | Регулярний сезон | Плей-оф | Плей-оф | Плей-оф | Плей-оф | Плей-оф |
| Сезон        | Клуб                 | Ліга         | І                | Г                | П                | О                | ШХ               | І       | Г       | П       | О       | ШХ      |
| ------------ | -------------------- | ------------ | ---------------- | ---------------- | ---------------- | ---------------- | ---------------- | ------- | ------- | ------- | ------- | ------- |
| 2008–09      | «Шеллефтео»          | J20          | 4                | 0                | 1                | 1                | 4                | —       | —       | —       | —       | —       |
| 2009–10      | «Шеллефтео»          | J20          | 32               | 12               | 12               | 24               | 28               | 3       | 0       | 3       | 3       | 6       |
| 2009–10      | «Шеллефтео»          | Елітсерія    | 2                | 0                | 0                | 0                | 0                | 1       | 0       | 0       | 0       | 2       |
| 2010–11      | «Шеллефтео»          | J20          | 1                | 1                | 0                | 1                | 2                | 5       | 1       | 3       | 4       | 6       |
| 2010–11      | «Шеллефтео»          | Елітсерія    | 1                | 0                | 0                | 0                | 0                | 3       | 0       | 0       | 0       | 0       |
| 2010–11      | «Сундсвалль»         | Аллсв        | 50               | 7                | 7                | 14               | 36               | —       | —       | —       | —       | —       |
| 2011–12      | «Сундсвалль»         | Аллсв        | 52               | 7                | 7                | 14               | 24               | —       | —       | —       | —       | —       |
| 2012–13      | «Пітео»              | Див.1        | 26               | 7                | 13               | 20               | 18               | 17      | 4       | 12      | 16      | 8       |
| 2013–14      | «Карлскруна»         | Аллсв        | 52               | 13               | 29               | 42               | 42               | 6       | 1       | 3       | 4       | 2       |
| 2014–15      | «Шеллефтео»          | ШХЛ          | 54               | 14               | 12               | 26               | 55               | 15      | 2       | 3       | 5       | 8       |
| 2015–16      | «Шеллефтео»          | ШХЛ          | 52               | 6                | 9                | 15               | 26               | 16      | 3       | 1       | 4       | 8       |
| 2016–17      | «Шеллефтео»          | ШХЛ          | 38               | 15               | 16               | 31               | 39               | 7       | 1       | 1       | 2       | 6       |
| 2017–18      | «Шеллефтео»          | ШХЛ          | 49               | 18               | 29               | 47               | 28               | 16      | 6       | 5       | 11      | 16      |
| 2018–19      | «Торонто Мейпл-Ліфс» | НХЛ          | 61               | 1                | 11               | 12               | 18               | —       | —       | —       | —       | —       |
| 2018–19      | «Вінніпег Джетс»     | НХЛ          | 4                | 0                | 1                | 1                | 0                | 2       | 0       | 0       | 0       | 0       |
| Усього в ШХЛ | Усього в ШХЛ         | Усього в ШХЛ | 196              | 53               | 66               | 119              | 148              | 58      | 12      | 10      | 22      | 40      |
| Усього в НХЛ | Усього в НХЛ         | Усього в НХЛ | 65               | 1                | 12               | 13               | 18               | 2       | 0       | 0       | 0       | 0       |

### Збірна
| Рік                | Команда            | Турнір             | Місце              | І | Г | П | О | ШХ |
| ------------------ | ------------------ | ------------------ | ------------------ | - | - | - | - | -- |
| 2018               | Швеція             | ОІ                 | 5-е                | 4 | 1 | 0 | 1 | 6  |
| Національна збірна | Національна збірна | Національна збірна | Національна збірна | 4 | 1 | 0 | 1 | 6  |